# Picea rubens
Il peccio rosso (Picea rubens Sarg., 1898) — conosciuto anche come abetina rossa, picea rossa del Canada e altri nomi simili — è una specie di peccio nativo dell'America nord-orientale, diffuso dal Québec orientale alla Nuova Scozia, e dal sud della Nuova Inghilterra nei Monti Adirondack e Appalachi alla parte occidentale della Carolina del Nord.

## Etimologia
Il nome generico Picea, utilizzato già dai latini, potrebbe, secondo un'interpretazione etimologica, derivare da Pix picis = pece, in riferimento all'abbondante produzione di resina. Il nome specifico rubens è riferito al colore rosso dei coni femminili.

## Descrizione

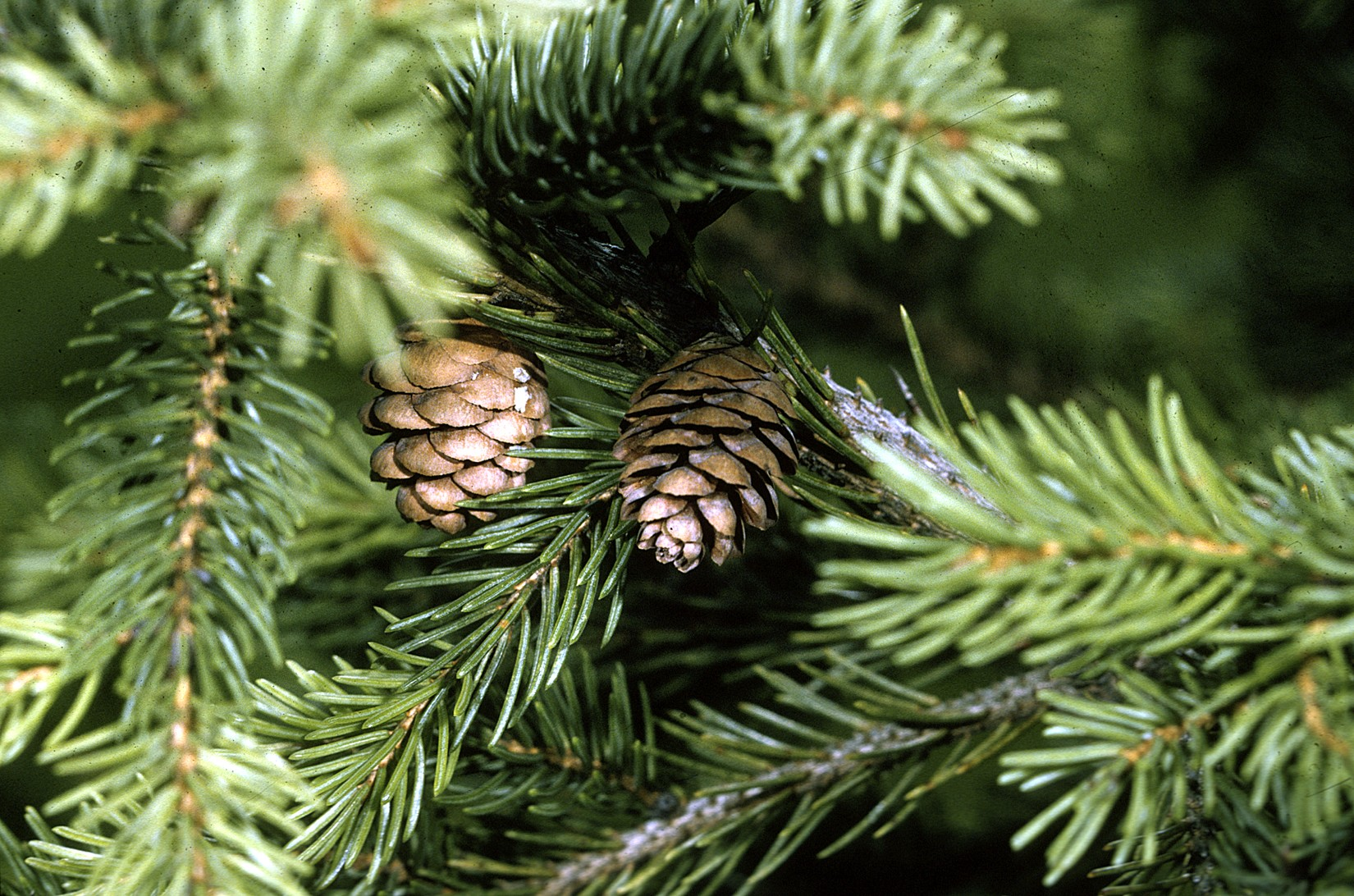
Foglie e strobilo.

Il peccio rosso è un albero delle Conifere che in condizioni ottimali cresce fino a 18-40 m di altezza con un tronco del diametro di circa 60 cm, sebbene esemplari eccezionali possano raggiungere i 46 m di altezza e i 30 cm di diametro. Ha una corona conica ristretta. Le foglie sono aghiformi, giallo-verdi, lunghe 12-15 mm, quadrangolari, curve con una punta acuminata, e si estendono da tutti i lati del ramoscello. La corteccia è grigio-bruna sulla superficie e rosso-bruna all'interno, sottile e squamosa. Gli strobili sono cilindrici, lunghi 3-5 cm, di colore vitreo rosso-bruno e con scaglie dure. Gli strobili pendono verso il basso dai rami.

## Distribuzione e habitat

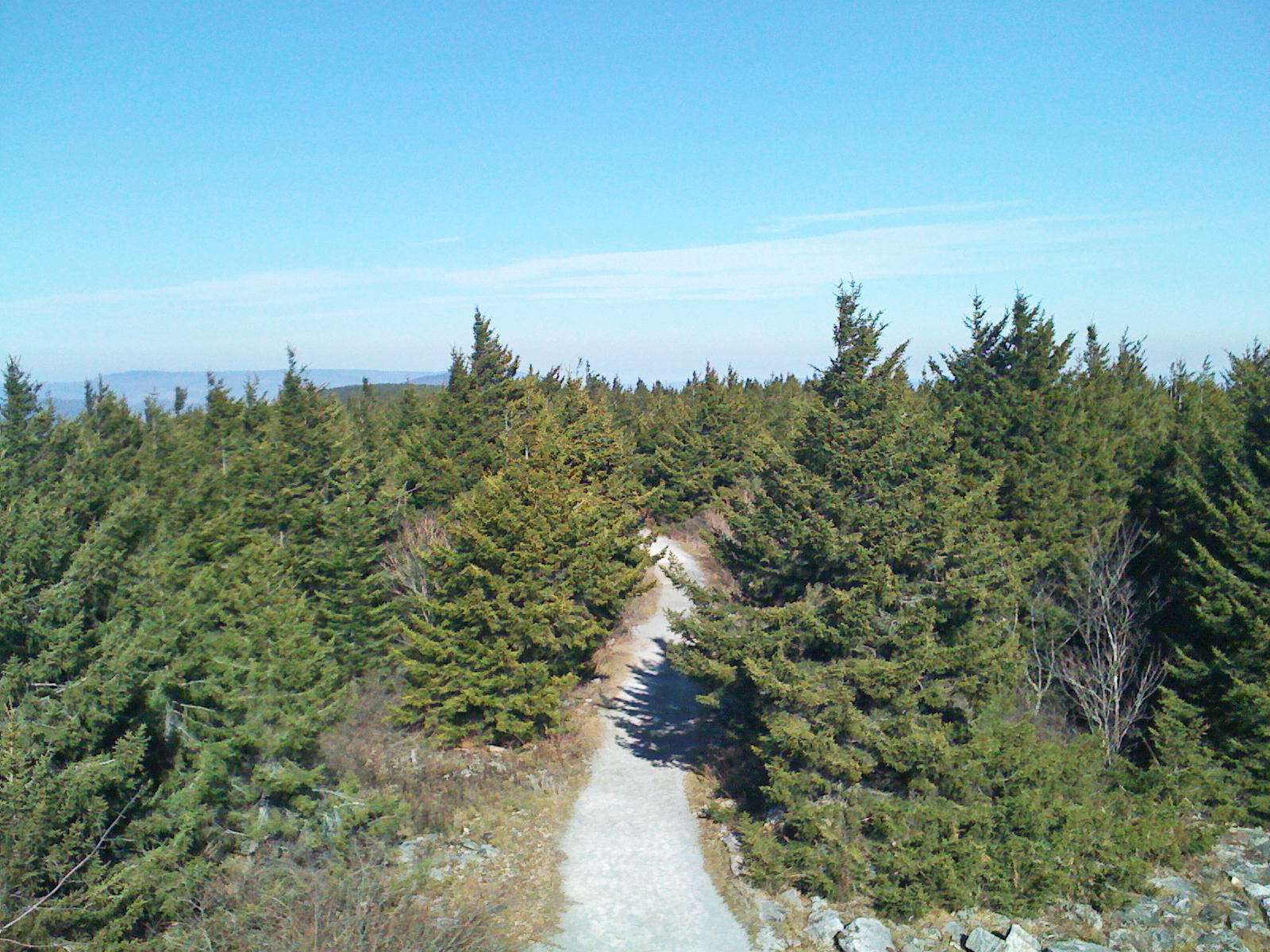
Una fitta foresta di pecci rossi nel loro habitat nativo sulla vetta dello Spruce Knob (Virginia Occidentale).

Il peccio rosso cresce a una velocità da lenta a moderata, vive da 250 a 450 anni e oltre, e da giovane tollera bene l'ombra. Si trova spesso in semplici boschi o foreste mescolato con il pino bianco americano, l'abete balsamico o il peccio nero. Insieme all'abete di Fraser, il peccio rosso è uno dei due tipi principali di alberi della foresta di abeti rossi degli Appalachi Meridionali, un ecosistema distinto che si trova solo nelle altezze più elevate dei Monti Appalachi Meridionali. Il suo habitat è il limo sabbioso, umido ma ben drenato, spesso ad alta quota. Il peccio rosso può essere facilmente danneggiato dalle raffiche di vento e dalle piogge acide. 
Foreste notevoli di pecci rossi si possono vedere nell'Area panoramica di Gaudineer (Gaudineer Scenic Area) una foresta vergine di pecci rossi localizzata nella Virginia Occidentale, nella Valle di Canaan, nella Riserva naturale occidentale di Roaring Plains, Riserva naturale di Dolly Sods, nel Monte Spruce e nello Spruce Knob, anch'essi tutti in Virginia Occidentale, e in tutti i siti in cui un tempo sorgevano estese foreste di pecci rossi. Alcune aree di queste foreste, in particolare nella Riserva naturale occidentale di Roaring Plains, nella Riserva naturale di Dolly Sods come pure in certe zone del Monte Spruce, stanno avendo un recupero piuttosto sostanziale.

## Tassonomia
È strettamente imparentato con il peccio nero e gli ibridi tra i due sono frequenti dove i loro ambienti naturali coincidono.

### Sinonimi
Si annoverano i seguenti sinonimi:
- Abies rubra (Du Roi) Poir.
- Picea acutissima (Münchh.) J.G.Jack
- Picea americana Suringar
- Picea australis Small
- Picea rubens f. virgata Fernald & Weath.
- Picea rubra var. pusilla Peck
- Picea rubra var. virgata (Rehder) Rehder
- Picea rubra f. virgata Rehder
- Pinus americana Gaertn.
- Pinus rubra var. violacea Endl.

## Usi
Il peccio rosso si usa per gli alberi di Natale ed è un legno importante per ricavare la polpa della carta. È anche un eccellente legno per gli strumenti musicali e si usa in molte chitarre e violini di pregio. La linfa può essere utilizzata per fare la "gomma di peccio" (spruce gum, un tipo di gomma da masticare). I ramoscelli fronzuti a loro volta vengono bolliti come parte della ricetta per la preparazione della "birra di peccio" (spruce beer, una birra aromatizzata con le essenze del peccio rosso).
Il peccio rosso, infine, è l'albero che compare nello stemma della provincia canadese della Nuova Scozia.

## Conservazione
L'Iniziativa per il ripristino dei pecci degli Appalachi Centrali (Central Appalachian Spruce Restoration Initiative, CASRI) cerca di unire diversi soci con l'obiettivo di ripristinare gli ecosistemi storici degli abeti rossi in tutti i luoghi panoramici ad alta quota degli Appalachi Centrali.